# یواس‌اس پالی (اس‌پی-۶۹۰)
یواس‌اس پالی (اس‌پی-۶۹۰) (به انگلیسی: USS Polly (SP-690)) یک کشتی بود که طول آن ۶۱ فوت ۹ اینچ (۱۸٫۸۲ متر) بود. این کشتی در سال ۱۹۰۹ ساخته شد.